# Алексеев, Григорий Ильич
Григорий Ильич Алексеев (1922—1997) — советский и российский учёный-медик, терапевт и радиолог, организатор здравоохранения и медицинской науки, доктор медицинских наук (1964), профессор (1966), генерал-майор медицинской службы. Член-корреспондент АМН СССР (1986; с 1992 года — РАМН).

## Биография
Родился 18 августа 1922 года в Псковской области.
С 1941 по 1946 годы проходил обучение в Военно-медицинской академии имени С. М. Кирова, которую окончил с отличием и золотой медалью. С 1946 по 1949 годы обучался в адъюнктуре кафедры факультетской терапии, ученик академика М. И. Аринкина.
С 1949 по 1955 годы — младший преподаватель и преподаватель кафедры факультетской терапии, с 1955 по 1968 годы — преподаватель и старший преподаватель кафедры военно-полевой терапии. С 1968 по 1978 годы — начальник кафедры пропедевтики внутренних болезней и организатор нефрологического отделения. С 1978 по 1989 годы — начальник кафедры и клиники военно-полевой терапии Военно-медицинской академии имени С. М. Кирова, с 1989 по 1997 годы — профессор этой кафедры.
С 1982 по 1989 годы одновременно с педагогической работой Г. И. Алексеев был главным радиологом Министерства обороны СССР. В 1986 году — организатор и координатор работ по обследованию и лечению пострадавших при аварии на Чернобыльской АЭС.
В 1949 году Г. И. Алексеев защитил диссертацию на соискание учёной степени кандидата медицинских наук по теме «Гематологическая тематика», а в 1964 году — диссертацию на соискание учёной степени доктора медицинских наук по теме «Лечение острой лучевой болезни от сочетанного облучения, возникшего у людей в результате крупной радиационной аварии». В 1966 году Г. И. Алексееву было присвоено учёное звание профессора. С 1986 года был избран член-корреспондентом АМН СССР, с 1992 года — РАМН.
Основная научно-педагогическая деятельность Г. И. Алексеева была в области военно-полевой терапии и медицинской радиологии. Под руководством и при непосредственном участии Г. И. Алексеева была проведена Всесоюзная научно-практическая конференции по проблеме лучевой болезни. Г. И. Алексеев являлся автором более двухсот научных трудов, им было подготовлено тридцать две кандидатские и четыре докторские диссертации.
В 1989 году Постановлением ЦК КПСС и Совета Министров СССР «За фармакологическое моделирование начального периода острой лучевой болезни» Григорию Ильичу Алексееву была присвоена Премия Совета Министров СССР.
Скончался 21 августа 1997 года в Санкт-Петербурге, похоронен на Богословском кладбище.

## Награды и премии
- Орден Октябрьской Революции
- Орден Красной Звезды
- Орден «За службу Родине в Вооружённых Силах СССР» III степени
- Медаль «За победу над Германией в Великой Отечественной войне 1941—1945 гг.»

### Премии
- Премия Совета Министров СССР (1989 — «За фармакологическое моделирование начального периода острой лучевой болезни»)